# Kata Budanović
Kata Budanović (Subotica, 7. svibnja 1935.), naivna umjetnica u tehnici slame. Rodom je bačka Hrvatica.

## Životopis
Rodila se u Subotici 1935. godine. Slikarskim se radom bavi od 1987. godine. Sudionica rada likovnih kolonija. 
Skupno je izlagala na preko 43 izložbe u domovini i inozemstvu (Jastrebarsko, Budimpešta, Szolnok...).